# Vor Frue (parochie, Aalborg)
Vor Frue is een parochie van de Deense Volkskerk in de Deense gemeente Aalborg. De parochie maakt deel uit van het bisdom Aalborg en telt 4514 kerkleden op een bevolking van 5387 (2004).

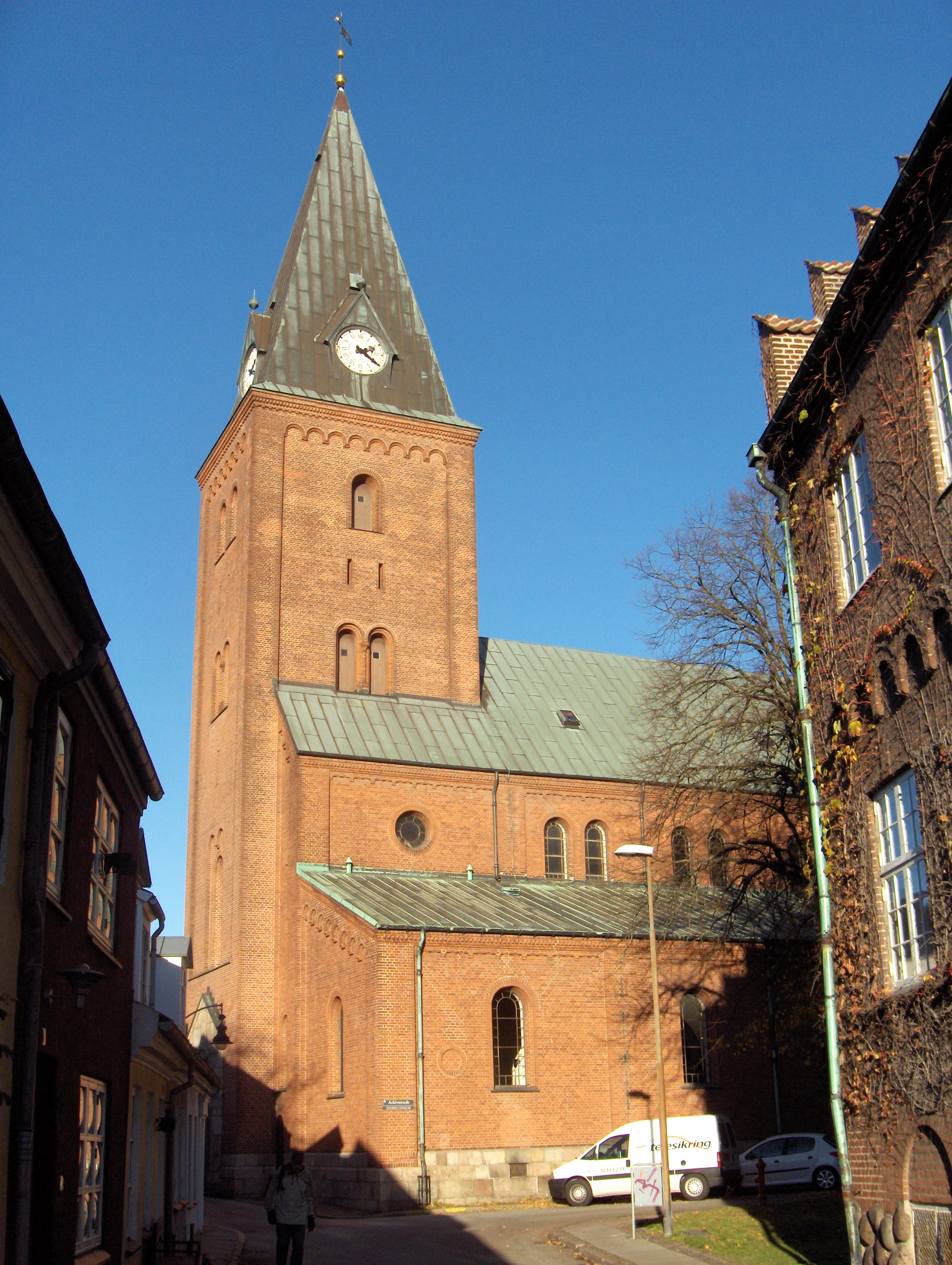
Vor Frue (1878) aan de Niels Ebbesensgade in het centrum van de stad Aalborg

Ansgars · Budolfi · Hans Egedes · Hasseris · Margrethe · Sankt Markus · Vejgaard · Vesterkær · Vor Frelser · Vor Frue